# Mine glade 60'ere
Mine glade 60'ere (originaltitel The Wonder Years) var en amerikansk komedieserie skabt af Neal Marlens og Carol Black. Den kørte i seks sæsoner fra 1988 til 1993 og havde i alt 115 afsnit. Serien omhandler hovedpersonen Kevin Arnolds liv imens han vokser op i 60'erne og 70'ernes USA. Seriens fortæller var Kevin som voksen.
Serien har været nomineret til 49 priser og har vundet 23, heriblandt en Golden Globe Award for bedste TV-serie i 1989.

## Medvirkende
- Kevin Arnold (Seriens hovedperson): Fred Savage.
- Kevin Arnold (Fortæller, hovedpersonen som voksen): Daniel Stern.
- Paul Pfeiffer (Kevins meget intelligente bedste ven): Josh Saviano.
- Winnie Cooper (Kevins nabo som han er forelsket i, i det meste af serien): Danica McKellar.
- Jack Arnold (Kevins far): Dan Lauria.
- Norma Arnold (Kevins mor): Alley Mills.
- Karen Arnold (Kevins "hippie-storesøster"): Olivia d'Abo
- Wayne Arnold (Kevins storebror, der nyder at genere ham): Jason Hervey.

Seriens skabere er Carol Black og Neal Marlens.